# 10 (číslo)

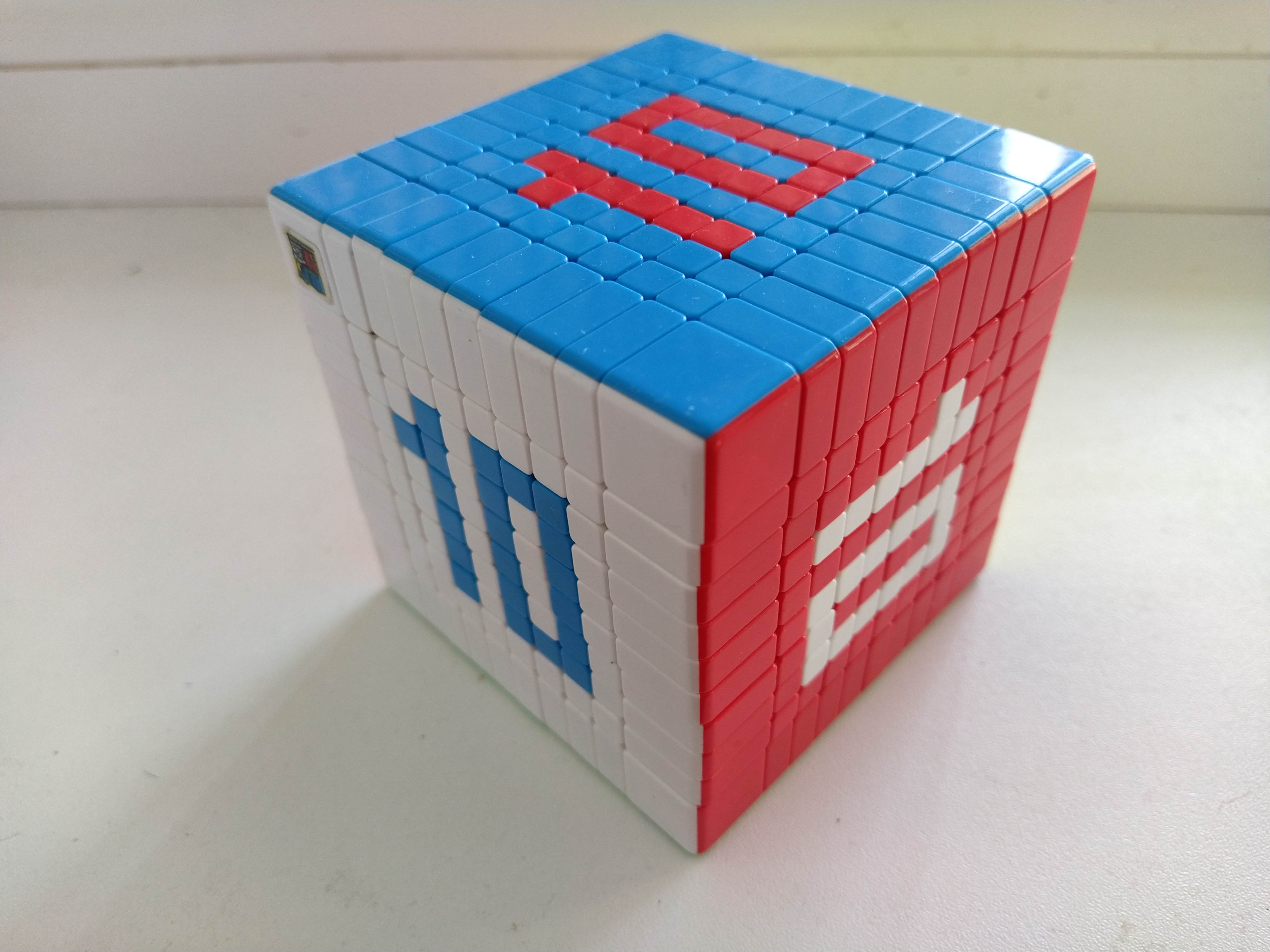
Rubikova kostka ve variantě 10×10×10

Deset je přirozené číslo, které následuje po číslu devět a předchází číslu jedenáct. Číslo deset odpovídá počtu prstů na rukou a má význačné postavení mezi přirozenými čísly.
Zapisuje se zpravidla (v desítkové soustavě, stejně jako základy ostatních pozičních soustav) jako dvoumístné, složené z arabských číslic (odleva) jedničky a nuly: 10. Neobsahuje (paradoxně) znak odpovídající názvu. V pozičních číselných soustavách s větším základem, než deset, se zpravidla značí písmenem A.
Zápis římskými číslicemi je X (jediný znak). Tutéž číselnou hodnotu má i hebrejské písmeno jód.
Od deseti je odvozena desítková soustava, nejpoužívanější číselná soustava.

## Filozofie
Antický filozof a matematik Pythagoras (Pythagorejská škola, Předsokratovská (kosmologická) filozofie) považoval číslo 10 ve své filozofii za vrchol a dosažení dokonalosti. Číslo 10 totiž vznikne součtem čísel 1, 2, 3 a 4, kterým rovněž přisuzoval v rámci filozofie specifické vlastnosti. 1 považoval za jeden konkrétní bod, 2 pak za přímku, co má začátek a konec, 3 za plochu (už pomocí 3 bodů můžeme definovat základní plochu), která má začátek, konec a „prostor mezitím“, 4 pak považoval za prostor. 10 vznikne součtem těchto 4 „magických“ a významných čísel a právě proto je podle něj vrcholem dokonalosti.

## Matematika
- Je základem desítkové soustavy, nejpoužívanější číselné soustavy
- Složené číslo.
- Prvočíselný rozklad: 2 · 5.
- Je základem pro dekadický logaritmus.
- Součet prvních tří prvočísel: 2 + 3 + 5.
- Součet čtyř prvních přirozených čísel: 1 + 2 + 3 + 4.
- Součet druhých mocnin prvních dvou lichých čísel: 12 + 32.
- Součet prvních čtyř faktoriálů: (0! + 1! + 2! + 3!) = 1 + 1 + 2 + 6.
- Počet řešení problému osmi dam pro n = 5.
- V binární soustavě: 1010.
- V osmičkové soustavě: 12.
- V šestnáctkové soustavě: A.
- Dělitelnost: Číslo je dělitelné deseti (beze zbytku), pokud (jeho dekadický zápis) končí nulou.

## Věda
- Protonové číslo neonu.
- Cín má ze všech prvků nejvíce (10) stabilních izotopů.[1]
- V mezinárodní soustavě jednotek SI se desetinásobek jednotky označuje předponou deka.
- 1 kibibajt obsahuje 210 bajtů.

## Náboženství a mytologie
- V rámci judaismu představuje desítka „množství sjednocené a uspořádané do jednoho celku“. [2]

## Doprava
- Linka 10
- Interstate 10 je americká dálnice spojující západní a východní pobřeží

## Roky
- 10
- 10 př. n. l.

## Ostatní
- Tetraktys obsahuje deset teček.
- 10 – film Blaka Edwardse[3]